# WOM (Chile)
WOM S.A., conocida por su marca comercial WOM, es una empresa de telecomunicaciones chilena perteneciente al fondo de inversión británico Novator Partners, fundada en 2015. Provee servicios de telefonía, internet móvil, televisión y plataformas de streaming por internet, y también ofrece planes multimedia, prepago y equipos móviles. Chris Bannister es su actual CEO por tercera vez en la historia de la compañía, luego de su desvinculación a finales de 2023.

## Historia

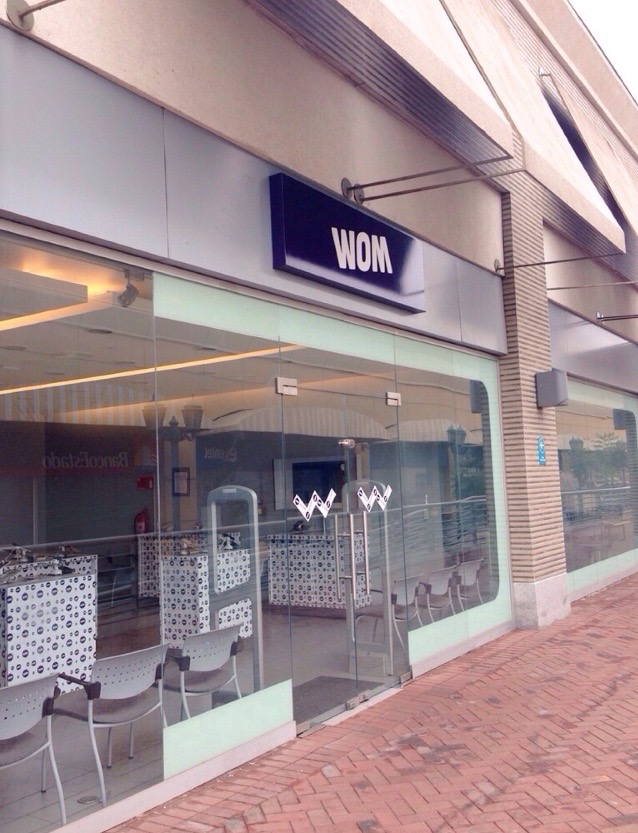
Sucursal de WOM en La Serena.

El 7 de julio de 2015 nace WOM, tras la compra de la antigua compañía de telecomunicaciones Nextel Chile.
Desde su creación, WOM logró un rápido crecimiento, llamando la atención por sus bajos precios y sus agresivas campañas publicitarias. De acuerdo a estadísticas oficiales, a junio de 2020, la empresa tenía 4,863,779 clientes.
En noviembre de 2021, la compañía lanzó su servicio de televisión por internet, llamado WOM TV.

## Controversias

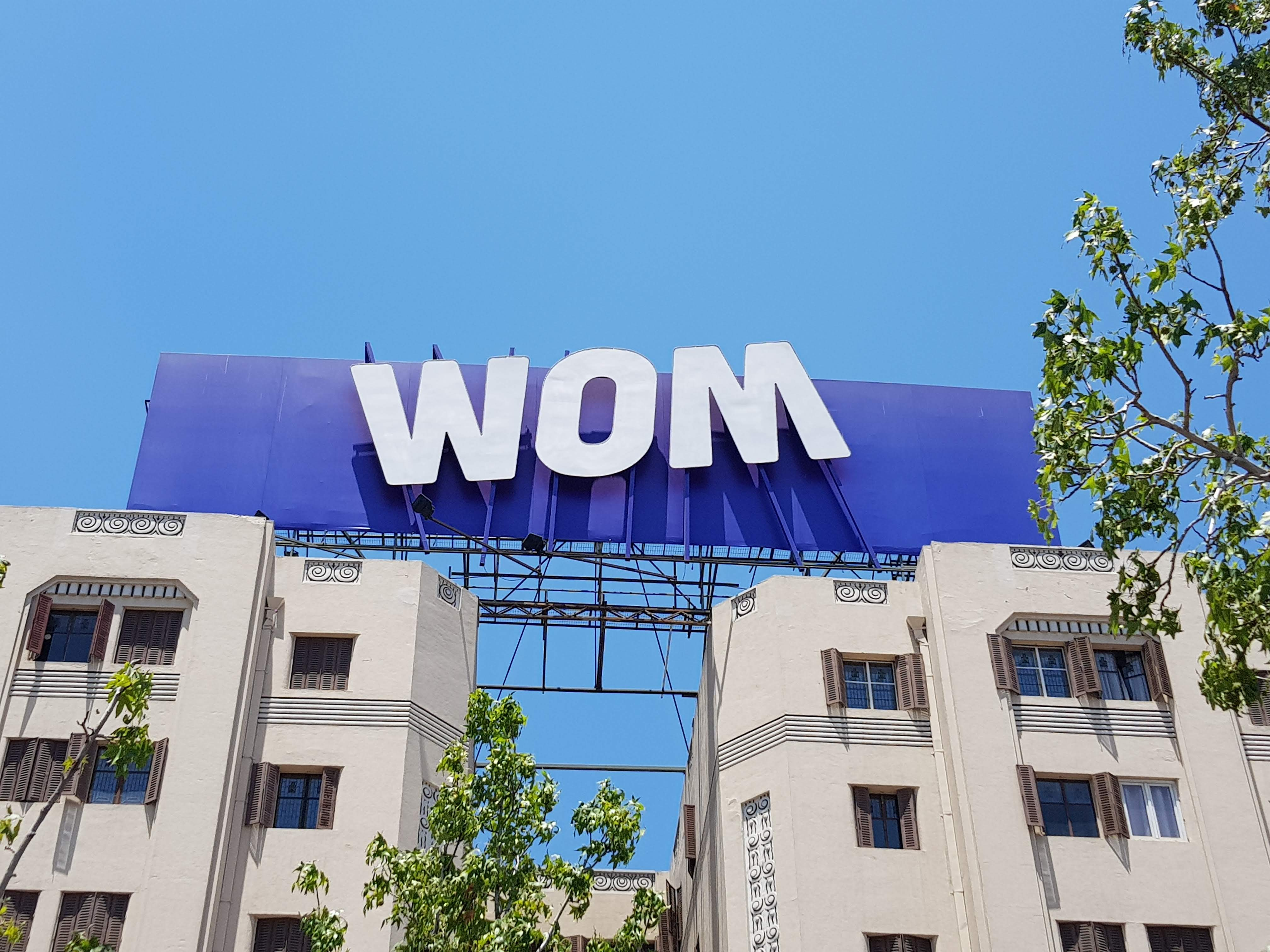
Publicidad de WOM ubicada sobre los Edificios Turri, en Santiago

En 2015, Movistar interpuso una demanda por competencia desleal, acusando un trato peyorativo y discriminatorio, y solicitó una indemnización de 40 mil unidades de fomento (unos $1000 millones, aproximadamente 1,5 millones de dólares de la época). Además, Claro Chile y Movistar presentaron reclamos ante el Consejo de Autorregulación y Ética Publicitaria (CONAR) acusando a la empresa de haber caído en una «falta de honor profesional» ante la campaña de «denigración a un competidor».
En julio de 2015, en Bolivia generó molestia un comercial de WOM que mostraba a un Evo Morales que no podía «navegar», en alusión a la demanda de ese mandatario contra Chile por una salida soberana al mar. Este fue el primero de una secuencia de comerciales ampliamente comentados en que empresas de ambos países harían referencias a la demanda, incluyendo un comercial chileno de toctoc.com y uno boliviano de ultracasas.com, que imitaban a los mandatarios de cada nación con el mismo tono paródico que el comercial de WOM, hasta que finalmente en 2018 la Corte Internacional falló en favor de Chile.
En agosto, el presidente de Venezuela Nicolás Maduro calificó de «ridículo» un comercial de WOM en el que se parodiaba la supuesta conversación que Maduro aseguró tener con el fallecido Hugo Chávez a través de un pájaro, mientras que el embajador de dicho país en Chile, Arévalo Enrique Méndez Romero, envió una carta de protesta a los ejecutivos de la empresa por el spot.
El 1 de abril de 2024 WOM informó que se acogió al Capítulo 11 de la Ley de Quiebras de los Estados Unidos en el distrito de Delaware para reorganizar su estructura de capital, debido a problemas de liquidez a corto plazo.
En marzo de 2025, la compañía anunció su salida exitosa del proceso de Capítulo 11 bajo una nueva estructura de propiedad, iniciando una nueva etapa con la entrada en vigor de su Plan de Reestructuración. Este plan contempló una oferta de derechos por 500 millones de dólares y una reducción de más de 650 millones de dólares en su deuda financiera.  

## Cambios en la Alta Dirección
Tras la reestructuración, se produjeron cambios significativos en la alta dirección de la empresa. Chris Bannister regresó como CEO y miembro del Directorio, mientras que Mauricio Ramos, ex CEO y Presidente Ejecutivo de Millicom (Tigo), asumió como presidente del Directorio. Este nuevo equipo de liderazgo tiene como objetivo consolidar la posición de WOM en el mercado chileno de telecomunicaciones. 

## Señal y cobertura
WOM posee concesión propia con cobertura nacional en 3G, 4G y 5G en la banda AWS 4 (1700/2100 MHz). No posee frecuencias para una red 2G propia.
Al 2017, la compañía tiene contratos vigentes de roaming nacional con Movistar y Claro (2G, 3G y 4G) para garantizar cobertura en donde su propia red no se encuentre disponible o el dispositivo no sea compatible con las redes AWS.
A finales de 2018, WOM ha tenido participación activa en el conflicto entre Subtel y las operadoras móviles por la asignación de nuevo espectro radioeléctrico. Para ello ha utilizado publicidad dirigida al público general e instrumentos legales para influir en el resultado.

## Servicios adicionales

### WOM TV
Wom TV fue un servicio de televisión por suscripción, lanzado en su versión beta en 2020. Dicha marca fue publicada en el Diario Oficial en mayo del 2018.Al momento de su lanzamiento, sólo incluía canales de recepción nacional, la señal deportiva TNT Sports y los canales premium de HBO LAG, además de que sus decodificadores usan el sistema operativo Android TV. A fines del 2021 se lanzó el servicio de forma oficial, con dos paquetes programáticos: uno que solo incluye canales abiertos y de cable chilenos, y otro con 44 canales adicionales.
El servicio finalizó el 30 de junio de 2023 y previamente desde el 21 de abril del mismo año sus clientes fueron avisados de una migración a la plataforma de televisión de la compañía Zapping Chile.

### Otros
- Voz 4G: permite a los clientes de WOM realizar y recibir llamadas a través de la red 4G de dicho operador telefónico. Sirve para realizar la conexión de las llamadas en 1,5 segundos y entregar una calidad de audio en HD.
- Voz WI-FI: Permite realizar y recibir llamadas a través de cualquier red Wi-Fi que ofrezca conexión a Internet, sin importar si el cliente de WOM esté o no en la zona de cobertura del operador. 
  - Los servicios de Voz 4G y Voz WI-FI comenzaron a estar disponibles para todos los clientes de la compañía (prepago y postpago) desde el 13 de diciembre de 2018, convirtiéndose así en la primera empresa de telecomunicaciones en Chile en implementar dichos servicios a nivel nacional.[24]
- 5G: Permite tener una alta velocidad de conexión a Internet y llamadas y menos latencia.